# Aerides maculosa
Aerides maculosa là một loài lan đặc hữu của Ấn Độ.